# Of the Night (bài hát)
"Of the Night" là một bài hát của ban nhạc alternative rock Anh, Bastille, phát hành vào ngày 11 tháng 10 năm 2013 như đĩa đơn từ All This Bad Blood (2013), một album tái phát hành của album phòng thu đầu tay của họ, Bad Blood (2013). Bài hát đứng vị trí số hai trên UK Singles Chart, và vào bảng xếp hạng ở một số nước khác. "Of the Night" là một hỗn hợp của hai bài hát dance hit những năm 1990, hit 1993 "The Rhythm of the Night" của ban nhạc Eurodance Ý Corona và hit 1992 "Rhythm Is a Dancer" của ban nhạc Eurodance Đức Snap!.

## Video âm nhạc
Một video âm nhạc chính thức quảng bá bài hát đã được phát hành trên YouTube vào ngày 09 tháng 10 năm 2013. Nó được đạo diễn bởi Dave Ma (người trước đây đã làm việc với Foals, Ghostpoet và Delphic) và ngôi sao diễn viên người Mỹ James Russo (Once Upon a Time in America, Django Unchained) như nhân vật chính, một thám tử đến thăm một vài cảnh tội phạm với xác chết, video cho thấy xác chết hát, cuối cùng trong số đó là thám tử tự chảy máu từ ruột sau khi có lẽ bắn hoặc bị đâm. Mike Wass của Idolator gọi video là "có thể là video thất vọng nhất của năm".

## Danh sách bài hát
| Digital download | Digital download | Digital download |
| STT              | Nhan đề          | Thời lượng       |
| ---------------- | ---------------- | ---------------- |
| 1.               | "Of the Night"   | 0:50             |

| Of the Night EP | Of the Night EP                        | Of the Night EP |
| STT             | Nhan đề                                | Thời lượng      |
| --------------- | -------------------------------------- | --------------- |
| 1.              | "Of the Night"                         | 3:34            |
| 2.              | "Oblivion" (Live from Capitol Studios) | 3:08            |
| 3.              | "Of the Night" (MNEK Remix)            | 4:38            |
| 4.              | "Of the Night" (Icarus Remix)          | 5:20            |
| 5.              | "Of the Night" (Kove Remix)            | 6:15            |
| 6.              | "Of the Night" (music video)           | 3:51            |

### Limited 10" vinyl release
On ngày 18 tháng 11 năm 2013, "Of the Night" was released in a 10" vinyl format, in a limited edition of 1000 copies.
| Side A | Side A                      | Side A     |
| STT    | Nhan đề                     | Thời lượng |
| ------ | --------------------------- | ---------- |
| 1.     | "Of the Night"              | 3:34       |
| 2.     | "Of the Night" (MNEK Remix) | 4:38       |

| Side B | Side B                                 | Side B     |
| STT    | Nhan đề                                | Thời lượng |
| ------ | -------------------------------------- | ---------- |
| 1.     | "Oblivion" (Live from Capitol Studios) | 3:08       |
| 2.     | "Of the Night" (Icarus Remix)          | 5:20       |

## Bảng xếp hạng và chứng nhận
| BXH (2013)                                      | Vị trí cao nhất |
| ----------------------------------------------- | --------------- |
| Úc (ARIA)                                       | 6               |
| Áo (Ö3 Austria Top 40)                          | 17              |
| Bỉ (Ultratop 50 Flanders)                       | 39              |
| Bỉ (Ultratip Wallonia)                          | 2               |
| Đan Mạch (Tracklisten)                          | 22              |
| Trường songid là BẮT BUỘC CHO BẢNG XẾP HẠNG ĐỨC | 10              |
| Hungary (Rádiós Top 40)                         | 3               |
| Ireland (IRMA)                                  | 2               |
| Hà Lan (Single Top 100)                         | 88              |
| New Zealand (Recorded Music NZ)                 | 28              |
| Scotland (OCC)                                  | 2               |
| Slovakia (Rádio Top 100)                        | 33              |
| Tây Ban Nha (PROMUSICAE)                        | 23              |
| Thụy Điển (Sverigetopplistan)                   | 39              |
| Thụy Sĩ (Schweizer Hitparade)                   | 28              |
| Anh Quốc (OCC)                                  | 2               |
| Hoa Kỳ Hot Rock Songs (Billboard)               | 46              |

| BXH (2013)              | Vị trí |
| ----------------------- | ------ |
| Hungarian Airplay Chart | 79     |

| Quốc gia                                  | Chứng nhận | Số đơn vị/doanh số chứng nhận |
| ----------------------------------------- | ---------- | ----------------------------- |
| Úc (ARIA)                                 | Platinum   | 70.000^                       |
| Anh Quốc (BPI)                            | Silver     | 200.000*                      |
| ^ Chứng nhận dựa theo doanh số nhập hàng. |            |                               |